# Dark Space II
Dark Space II è il secondo album in studio del gruppo musicale svizzero Darkspace, pubblicato nel 2005 dalla Haunter of the Dark.

## Tracce
1. Dark 2.8 – 23:40
2. Dark 2.9 – 10:22
3. Dark 2.10 – 20:10

## Formazione

### Gruppo
- Wroth – voce, chitarra
- Zhaaral – voce, chitarra
- Zorgh – voce, basso